# O2 Арена (Лондон)
Арена О2 (англ. The O2 Arena) — многоцелевой крытый стадион, расположенный в центре развлекательного комплекса The O2 на полуострове Гринвич в Юго-Восточном Лондоне (Англия). Вмещает до 23000 чел. в зависимости от события. Это одна из крупнейших крытых арен в Европе, наряду с Manchester Evening News Arena (MEN Arena), Lanxess Arena в Кёльне, Ареной Белграда и «Олимпийским» в Москве. В 2008 году O2 арена стала самым загруженным стадионом в мире, обогнав MEN Arena, бывшую крупнейшей с 2001 года.

## История

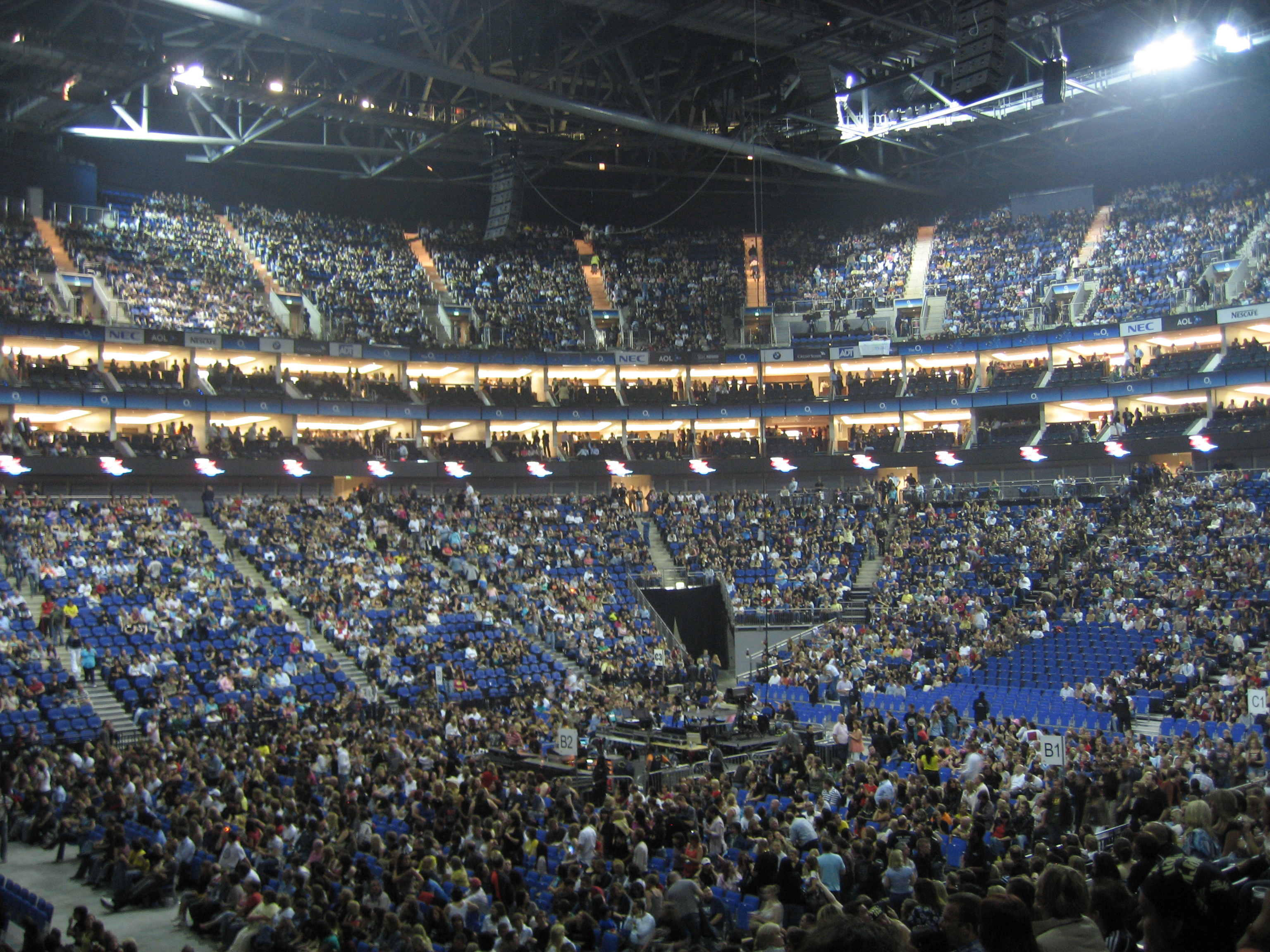
День открытия «O2 арены». Внутри стадиона

После закрытия Millennium Experience в конце 2000 года, комплекс Millennium Dome поступил в аренду компании Meridian Delta Ltd. в 2001 году, для реконструкции в развлекательный комплекс. Планы также включали постройку внутренней арены.
Строительство арены началось в 2003 году и было закончено в 2007 году. Из-за невозможности использования кранов внутри купола, конструкция купола арены была построена на земле, а затем помещена на стадион.
План рассадки на арене может быть изменен, подобно Manchester Evening News Arena. Стадион легко может быть преобразован в каток, баскетбольную площадку, выставочные площади, место для проведения конференций, рабочие места и концертную площадку.
Акустически арена была построена так, чтобы уменьшить эхо, которое ранее было большой проблемой во многих концертных местах Лондона. Саунд-менеджер группы U2, Джо О’Герлиги, провел значительную работу с акустическими инженерами для установки звукопоглощающего материала на крыше и в нижней части стадиона для уменьшения эха.
Несмотря на то, что O2 Arena открыта всего семь месяцев в году, в 2007 году здесь было продано более 1,2 миллионов билетов, что делает его третьим по популярности местом в мире для проведения концертов и представлений для всей семьи, вслед за MEN Arena (1,25 млн.) и Мэдисон-сквер-гарден в Нью-Йорке (1,23 млн.). В 2008 году стадион стал наиболее загруженным в мире, с объёмом продаж более чем два миллиона билетов.

## Музыкальные концерты
В O2 Arena, с момента её открытия в 2007 году, было проведено множество концертов как английских групп и исполнителей, так и международных суперзвезд. O2 был назван «Лучшей мировой концертной площадкой» по версии Pollstar в 2009 году.
- 23 июня 2007 года прошёл бесплатный концерт для всех участников строительства комплекса. На сцене выступали Питер Кэй, Том Джонс, Kaiser Chiefs и Basement Jaxx; шоу организовал Дермот О'Лири. Snow Patrol затем выступил перед аудиторией из спонсоров, местных жителей, местного бизнеса и победителей онлайн-конкурса.
- 10 декабря 2007 года на арене О2 состоялся реюнион-концерт группы Led Zeppelin. Место за ударной установкой занял сын покойного Джона Бонэма Джейсон. Двухчасовой концерт смотрели 18000 зрителей, заявки же на сайте продажи билетов оставило 20 миллионов желающих.
- 26, 27, 29 и 30 июля, а также 1,2 и 4 августа 2008 года состоялись концерты Кайли Миноуг в рамках её концертного тура KylieX2008, которые затем вышли на BluRay.
- 17 июля 2008 года на стадионе выступил Леонард Коэн. Запись этого концерта была выпущена в качестве альбома «Live in London», который попал во многие европейские и североамериканские чарты.
- В 2008 году Стиви Уандер отыграл двухчасовой сольный концерт из 27 композиций на площадке O2 арена в Лондоне. Это выступление в 2009 году вышло на DVD и Blu-ray дисках.[7]
- Kings of Leon провели концерт в O2 арене в 2009. На 2-часовом выступлении присутствовало 19000 человек. Потрясающий концерт был выпущен на DVD и Blu-ray дисках. Также Kings of Leon вернулись в Лондон в 2013 году.
- 7, 8, 9, 11 и 12 апреля 2011 года на арене проходили концерты Кайли Миноуг в рамках тура Aphrodite: Les Folies Tour.
- Были даны концерты бойз-бенда One Direction, а также австралийской поп-рок группы 5 Seconds Of Summer.
- 14 и 15 октября 2011 года на арене проходили концерты Кэти Перри в рамках мирового тура California Dreams Tour.
- В 2009 году планировались 50 концертов несостоявшегося тура Майкла Джексона This Is It. Причиной отмены концертов стала смерть исполнителя.
- При сотрудничестве Леди Гаги и О2 комплексами по всему миру, прошли концерты в рамках artRAVE: The ARTPOP Ball Tour.
- 27, 28, 30, 31 мая 2014 года на арене проходили концерты Кэти Перри в рамках мирового тура Prismatic World Tour.
- 25, 26, 29, 30 октября, а также 2, 3 ноября 2015 года на арене проходили концерты группы U2 в рамках турне "iNNOCENCE + eXPERIENCE".

## Спортивные мероприятия

### Олимпийские игры
Во время летних Олимпийских игр 2012 года арена была местом проведения соревнований по спортивной гимнастике и прыжкам на батуте с приблизительным количеством зрителей в 16 500, а также финала соревнований по баскетболу с 20 000 зрителей. В связи с правилами МОК по спонсорству, O2 во время игр официально называлась «Северная арена Гринвича».

### Дартс
11 февраля 2010 года на стадионе состоялась премьер-лига дартс Whyte & Mackay, крупнейшее событие британского спорта. Поклонники приехали со всей Великобритании, чтобы увидеть игру Фила Тейлора, Раймонда ван Барневельда и Джеймса Уэйда. Более 8000 фанатов игры посетили мероприятие.
В мае 2012 года на арене прошли игры плей-офф премьер-лиги дартс. В них приняли участие англичане Фил Тейлор, Энди Хэмилтон и Джеймс Уэйд, а также австралиец Саймон Уитлок. Тейлор стал шестикратным чемпионом премьер-лиги.

### Бокс
Первым прошедшим на стадионе спортивным мероприятием был чемпионат по боксу в лёгком весе 14 июля 2007 года. В марте 2008 года арене состоялся бой между Дэвидом Хэем и Энцо Маккаринелли, а в ноябре 2008 года Хэй боролся с Монте Барреттом.

### Баскетбол

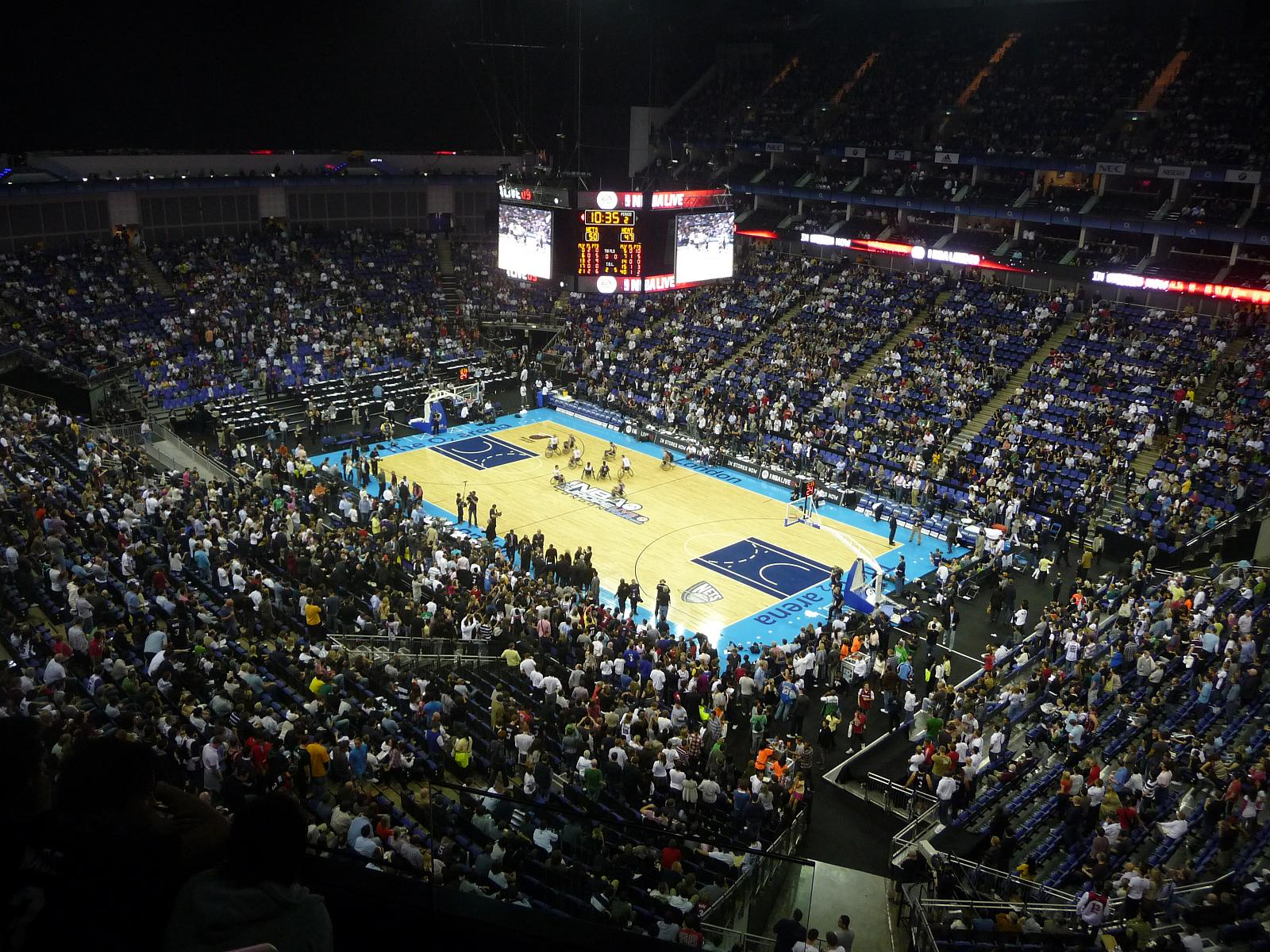
Игра НБА: Нью-Джерси Нетс против Майами Хит

На площадке O2 неоднократно играли команды НБА. Впервые это произошло 10 октября 2007 года, когда на арене состоялся выездной матч между «Бостон Селтикс» и «Миннесота Тимбервулвз». Билеты были проданы за три месяца вперед. Также здесь прошёл матч между «Нью-Джерси Нетс» и «Майами Хит» (НБА) перед началом сезона игр до сезона 2008/09 гг. Как и предыдущая игра НБА, билеты были проданы за несколько месяцев до игры.
«Чикаго Буллз» и «Юта Джаз» сыграли 6 октября 2009 года в Лондоне в рамках NBA Europe Live. Игра окончилась победой «Чикаго» со счётом 102:101; количество зрителей на стадионе достигло 18 689. 4 октября 2010 года «Миннесота Тимбервулвз» победила здесь команду «Лос-Анджелес Лейкерс» со счётом 111:92 на глазах 18 689 зрителей. 4 и 5 марта 2011 года на O2 Arena «Торонто Рэпторс» сыграла с «Нью-Джерси Нетс».
10—12 мая 2013 года состоялся Финал четырёх Евролиги сезона 2012/2013.

### Гимнастика

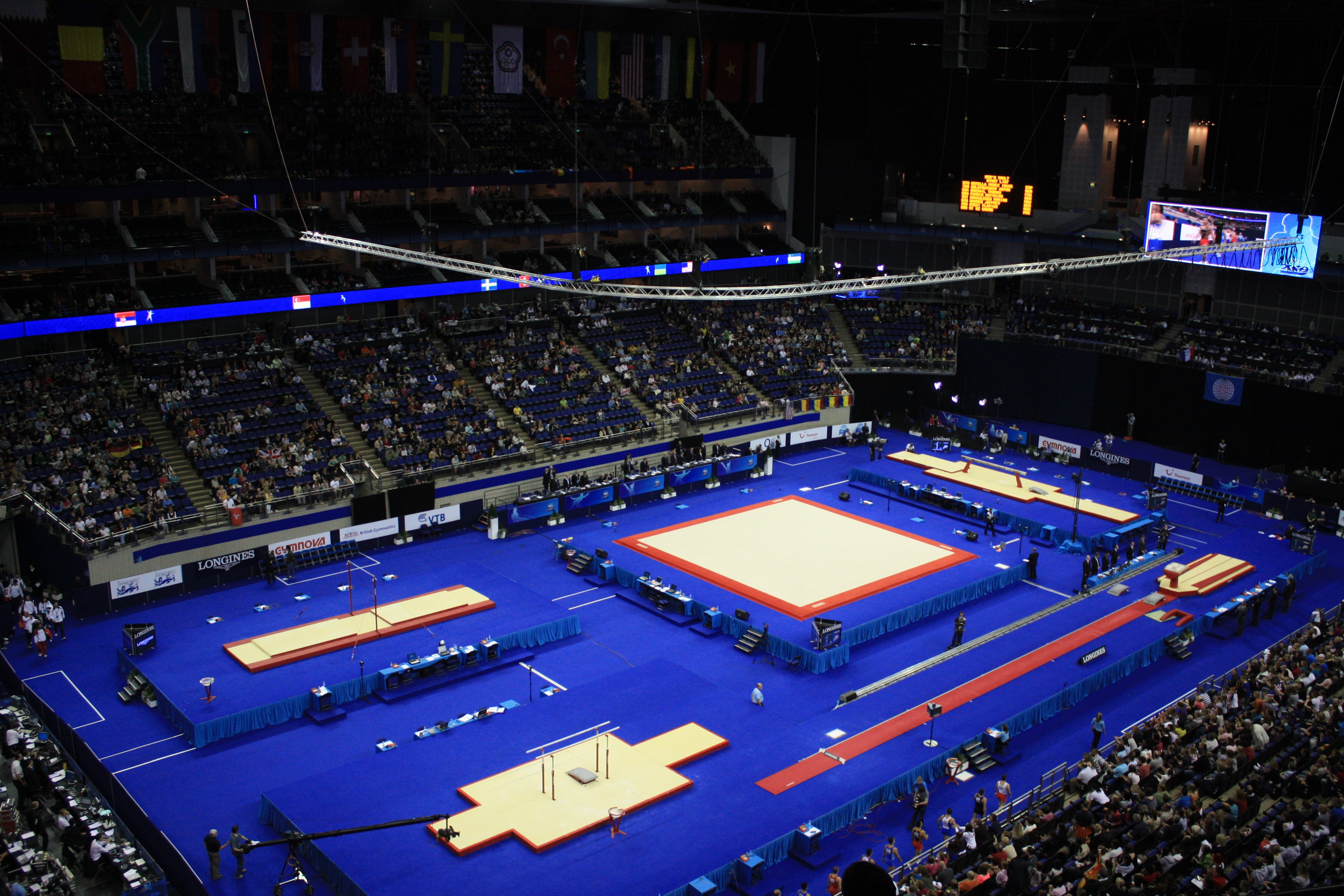
Чемпионат мира по спортивной гимнастике 2009.

В 2009 году здесь прошёл чемпионат мира по спортивной гимнастике.

### Хоккей
На арене прошли два матча Национальной хоккейной лиги сезона 2007/08 с участием «Лос-Анджелес Кингз» и «Анахайм Дакс». В каждом из матчей команды обменялись победами с одинаковым счетом 4—1.

### Теннис
Первый в истории арены теннисный турнир состоялся 15 сентября 2007 года, окончившийся победой Энди Маррея. С 2009 до 2012 арена была выбрана в качестве места проведения Итогового турнира мужского профессионального тура.

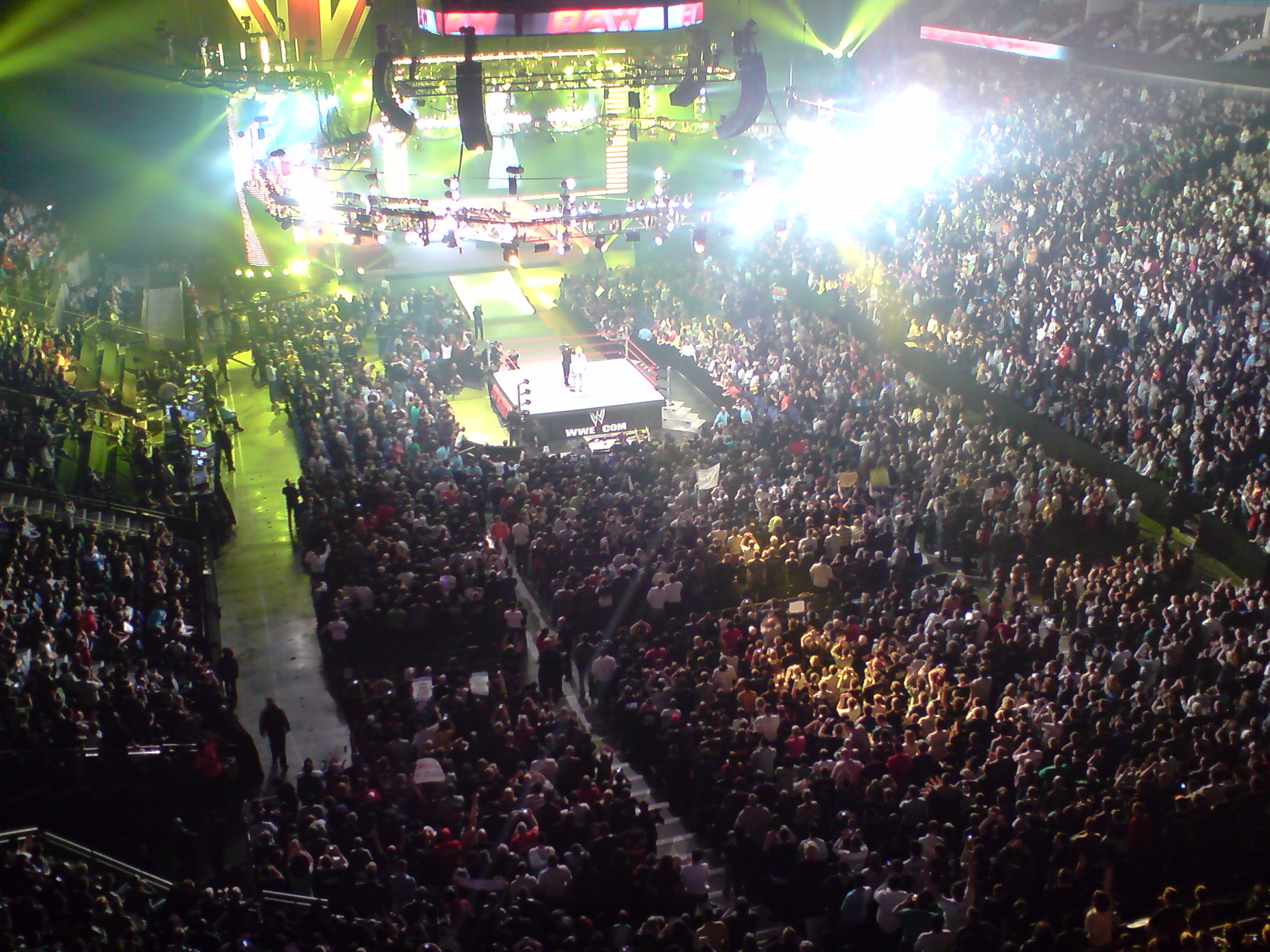
Рестлинг-шоу

### UFC
На стадионе прошло несколько чемпионатов по боям без правил, в том числе UFC 75 8 сентября 2007 года, UFC 85 7 июня 2008 года, UFC 9 21 февраля 2009 года и UFC 120 в октябре 2010 года.
Чемпионат UFC 120 с участием Майкла Биспинг и Ёширио Акияма посетило 17 133 зрителей (рекорд для Европы). Бой был крупнейшим по прибыльности спортивным событием арены.

### Рестлинг
WWE проводила на арене телевизионные шоу Raw, SmackDown и ECW. 1 июля 2023 года на арене пройдет шоу Money in the Bank, первое большое шоу WWE в Лондоне с 2002 года.

## Развлекательные мероприятия

### Юмористические шоу
В мае 2008 года Крис Рок стал первым комиком, сыгравшем на этой арене, побив рекорд Книги рекордов Гиннесса с самой большой аудиторией комедийного шоу. В 2008 на арене выступили Ли Эванс, Стив Куган и Майти Буш, а в феврале 2009 года здесь сыграл канадский мастер стендап-камеди Рассел Питерс. В 2009, также в стиле стендап, выступали Аль-Марри, Майкл Макинтайр и Эдди Иззард. Рассел Брэнд записал в апреле 2009 года на O2 Arena несколько сцен для своего нового фильма Побег из Вегаса.
30 марта 2010 года на арене прошёл благотворительный концерт стендап-камеди в помощь Детской больнице на Грейт Ормонд стрит с 14 000 зрителей. Выступило более 25 комиков. Организатор мероприятия — Channel 4 назвал его «крупнейшим шоу импровизаций в истории Соединенного Королевства».

### Прочие
В арене состоялись премьеры фильмов «Симпсоны в кино», «Классный мюзикл: Каникулы» и «Хроники Нарнии: Принц Каспиан». В июне 2008 года на О2 была снята пятая серия «X-Factor», а также эпизоды Bootcamp. В октябре 2010 года арена принимала концерт, посвященный 25-летию мюзикла «Отверженные».

## Другие события
В 2007 году O2 Arena состоялось событие Scout Live 07, посвященное празднованию столетия скаутского движения.
Также здесь прошло конференц-мероприятие Andrew Reynolds Entrepreneurs Bootcamp. В ходе форума был установлен огромный проекционный экран высокого разрешения — не только крупнейший в O2 — но и самый большой экран в Великобритании, когда-либо устанавливавшийся в закрытом помещении.

## Рекорды
- Здание, имеющее объём 2 790 000 м³, занимает 9-ю строчку в списке крупнейших зданий и сооружений мира (по полезному объёму).
- Здание, имеющее площадь 104 634 м², занимает 25-ю строчку в списке крупнейших зданий и сооружений мира (по площади на земле).